# A Mão do Diabo (livro)
A Mão do Diabo é um livro de José Rodrigues dos Santos publicado em 2012. É o décimo romance do autor e foi editado pela Gradiva. É o sexto livro da série Tomás Noronha, precedido por O Último Segredo e seguido por A Chave de Salomão.

## Enredo
A Verdade Oculta sobre a crise. 
A crise atingiu Tomás Noronha. Devido às medidas de austeridade, o historiador é despedido da faculdade e tem de se candidatar ao subsídio de desemprego. À porta do centro de emprego, Tomás é interpelado por um velho amigo de liceu perseguido por desconhecidos. O fugitivo escondeu um DVD escaldante que compromete os responsáveis pela crise, mas para o encontrar Tomás terá de decifrar um criptograma enigmático. O Tribunal Penal Internacional instaurou um processo aos autores da crise por crimes contra a humanidade. Para que este processo seja bem-sucedido, e apesar da perseguição implacável montada por um bando de assassinos, é imperativo que Tomás decifre o criptograma e localize o DVD com o mais perigoso segredo do mundo.